# Protestantyzm na Saint Vincent i Grenadynach
Protestantyzm na Saint Vincent i Grenadynach wyznaje ok. 90 tysięcy osób, to jest 81,6% społeczeństwa. Największymi nurtami w 2010 roku były: ruch zielonoświątkowy (23,1%), anglikanizm (17,3%), adwentyzm (15,3%) i metodyzm (14%).
Największe kościoły w kraju, w 2010 roku, według Operation World:
| Kościół                                          | Liczba członków | Liczba wiernych | Procent ludności |
| Kościół Anglikański                              | 3780            | 18 900          | 17,3%            |
| Kościół Adwentystów Dnia Siódmego                | 13 650          | 16 700          | 15,3%            |
| Kościoły Metodystyczne                           | 6350            | 15 240          | 13,9%            |
| Spiritual Baptist                                | 6571            | 13 800          | 12,6%            |
| Zielonoświątkowe Stowarzyszenie Zachodnich Indii | 2229            | 7800            | 7,1%             |
| Kościół Boży (Cleveland)                         | 2200            | 4884            | 4,5%             |
| Ewangeliczny Kościół Zachodnich Indii            | 1750            | 3850            | 3,5%             |
| Bracia plymuccy                                  | 1904            | 3180            | 2,9%             |
| Kościół Poczwórnej Ewangelii                     | 2530            | 3162            | 2,9%             |
| Kościół Baptystyczny                             | 1500            | 2505            | 2,3%             |